# Mariä Heimsuchung (Hochgreut)

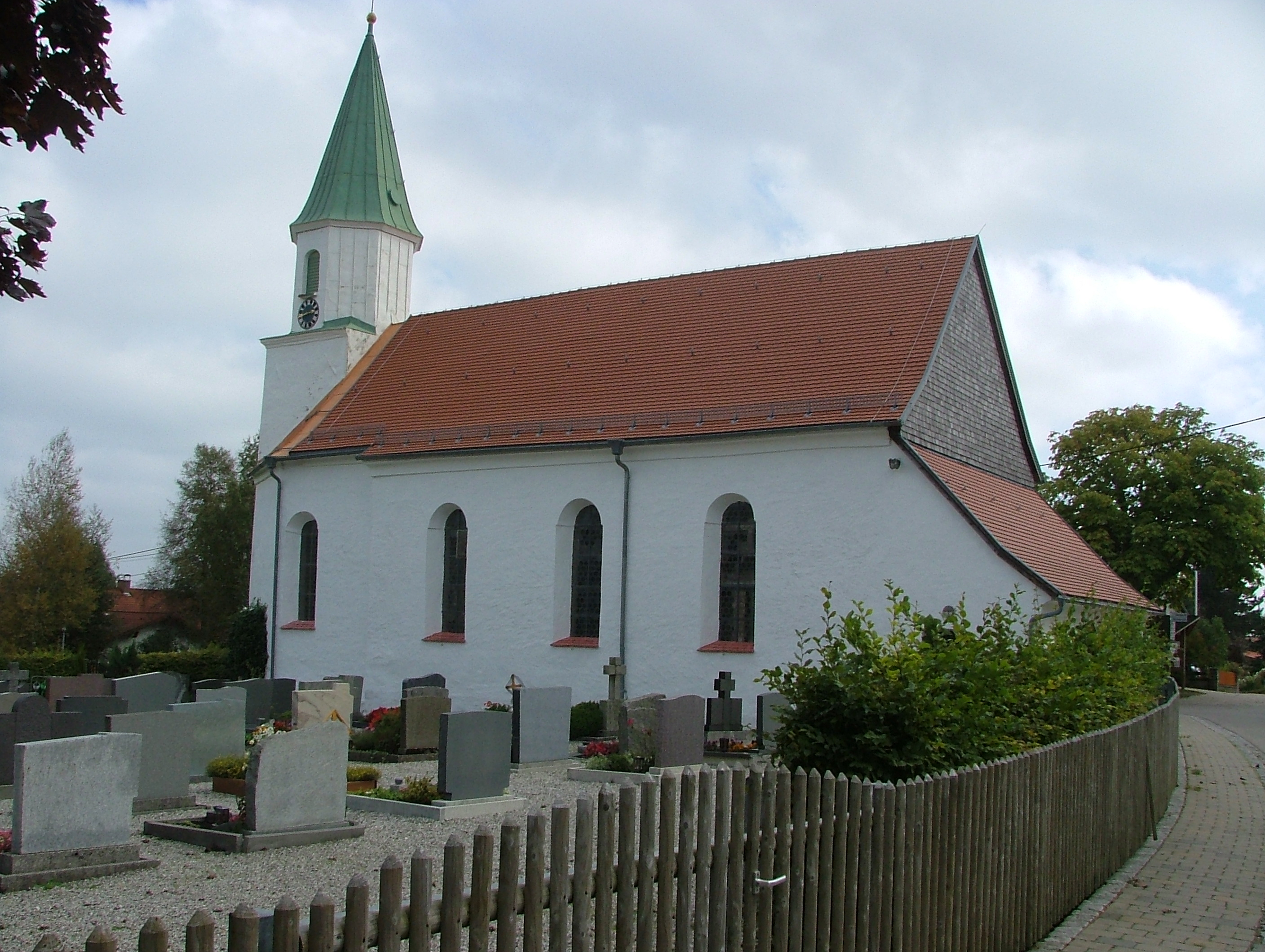
Mariä Heimsuchung in Hochgreut

Die römisch-katholische Kuratiekirche Mariä Heimsuchung steht in Hochgreut, einem Gemeindeteil von Betzigau im schwäbischen Landkreis Oberallgäu in Bayern. Das denkmalgeschützte Bauwerk ist in der Liste der Baudenkmäler in Betzigau unter der Nr. D-7-80-114-8 eingetragen.

## Beschreibung
Die Saalkirche wurde im Kern im 17. Jahrhundert erbaut und 1743/44 erweitert. Sie besteht aus einem Langhaus, einem eingezogenen, rechteckigen Chor im Osten und einem Choranschlussturm auf quadratischem Grundriss, der an den Chor nach Osten angebaut wurde, die beide 1787 erneuert wurden. Der Kirchturm wurde 1825 mit einem achteckigen Geschoss aufgestockt, das die Turmuhr und den Glockenstuhl beherbergt, und mit einem spitzen Helm bedeckt. Dabei wurden im Innenraum Fresken eingebaut. Der Hochaltar wurde 1938 gebaut. Die Gemälde von der Mariä Heimsuchung und vom Guten Hirten hat 1884 Andreas Mayr gestaltet.